# Myom
Myom är en godartad tumör, knutor av muskelceller och bindväv, som kan uppstå i livmoderns muskelvävnad. Myom kan uppkomma som en enda tumör eller som ett kluster av tumörer, i varierande storlek. Det är förhållandevis vanligt bland kvinnor i fertil ålder.
Myom är ett slags leiomyom, men kallas ofta muskelknutor eller fibrom.

## Orsaker och riskfaktorer
Det är framför allt kvinnor i fertil ålder som har myom. Det förekommer inte hos flickor innan puberteten och andelen sjunker efter menopausen (då myomens tillväxt brukar avstanna eller myomen krympa). Bland kvinnor i fertil ålder är det däremot tämligen vanligt; uppåt var femte kvinna i fertil ålder får någon gång myom. Det är vanligast i åldern 35-45 år. Det finns en ärftlig aspekt i risken att drabbas - om modern eller en syster har myom ökar risken - men risken verkar också öka av fetma. Risken verkar minska av att föda barn. Låga uttryck relaxin spelar troligen roll för etiologin.
Myom uppkommer som ett svar på kvinnliga könshormoner, i synnerhet progesteron. Östrogen, som förr antogs vara orsaken, spelar troligtvis mindre roll för dess uppkomst, däremot handlar uppkomsten sannolikt mer om samverkan mellan könshormoner än om nivån på ett enstaka hormon. Tillväxtfaktorer i livmodern torde därtill bidra till myomet, liksom mutationer i livmodern.

## Myomets karakteristika
Myom är monoklonala, det vill säga att de utgår från en ursprungscell vilken replikeras. Omkring 40 % av alla myom-tumörer har kromosomala abnormaliteter, såsom trisomi av kromosom 12, och translokationer av kromosomerna 12 och 14. Detta gäller i synnerhet större myom. Det antas att de återstående 60 % har hittills oupptäckta mutationer. Tumörerna har mer än 100 kända förändringar i genuttrycken som uppreglerar eller nedreglerar exempelvis kollagensyntesen, steroidreceptorer och receptorerna för tillväxthormon och prolaktin. De skiljer myom genetiskt från uterin leiomyosarkom (ett slags livmoderscancer) eftersom de inte infiltrerar omgivande vävnad, medan leiomyosarkom är odifferentierade och deras karotyper är aneuploida. Myomet är med andra ord klart avgränsat från omgivande vävnad (i likhet andra benigna tumörer).
Myom växer mest till (är som mest mitogen) under andra hälften av menstruationscykeln, och tillväxten ökar hos kvinnor som tar progesteronpreparat. Det finns flera kända tillväxtfaktorer för myom, däribland prolaktin, IGF, transforming growth factor-β, och epidermal growth factor, vilka reglerar tillväxten på olika sätt. Till exempel kan en del tillväxtfaktorer gynna angiogenesen (nyblidning av blodkärl), andra öka mitos, och ytterligare några faktorer öka DNA-bildningen.

## Varianter
Myom kan klassificeras efter var de finns.
- Subserosala myom finns på livmoderns utsida och är utåtväxande.
- Intramurala myom är myom i själva livmoderväggen, som får livmodern att se förstorad ut. Det är den vanligaste varianten av myom.
- Submucosala myom uppkommer precis under livmoderns hålrum. Denna variant ger störst påverkan med menstruationsstörningar, missfall och infertilitet.

Undantagsvis kan myom bilda stjälkar mot andra organ genom vilka de får sin blodförsörjning, så kallade vandrande eller migrerande myom. Sådana vandrande myom kan vrida sig (torsion), och då orsaka mycket intensiv smärta. Vandrande myom kan också avknoppas från livmodern. Det senare sker mycket sällan. När de lämnar livmodern kallas de parasiterande myom, och parasiterar då vanligen på bukhinnan. När myom blir parasiterande, vilket alltså sker mycket sällan, sker detta oftast sekundärt till kirurgiska ingrepp såsom laparoskopi (iatrogena parasiterande myom). Ännu mera ovanligt är att myom blir parasiterande spontant (primära parasiterande myom). Parasiterande myom kan överleva i den nya miljön.

## Symtom
Myom är inte alltid symtomgivande. Somliga får menstruationsstörningar i form av lång och kraftig mens (hypermenorré eller menorragi), med eller utan kraftigare mensvärk (dysmenorré), och mellanblödningar. Värken kan upplevas som en tryckkänsla i livmodertrakten eller bäckensmärta. Om myomet trycker mot urinblåsan kan det leda till att kvinnan oftare behöver urinera (polyuri). Myomet kan ge smärtor vid samlag (dyspareuni), och kan få buken att se uppsvälld ut (som om kvinnan vore gravid).
Beroende på var myomet sitter kan kvinnan få svårt att bli gravid eller så kan hon drabbas av missfall. Dock har omkring 5 % av alla gravida myom. Vid myom används oftare kejsarsnitt eftersom sätesbjudning då är vanligare.

## Behandling
Myomet brukar läka bort vid klimakteriet, till följd av att nivåerna av de kvinnliga könshormonerna sjunker. Om myomet orsakar mycket problem, kan det vara aktuellt med att kirurgiskt avlägsna dem, antingen genom att operera bort själva myomet eller, om det inte är möjligt, genom att operera bort hela livmodern. Andra behandlingsmetoder innefattar myomembolisering, laserterapi och hormonbehandling.

## Komplikationer
Myom kan vara svåra att skilja från leiomyosarkom, en aggressiv livmoderscancer, och kan dessutom utvecklas till detta. Malignitet kan utvecklas också i små myom. Risken att myom ska utvecklas till cancer är 0,13-0,81 %, vilket är så låg andel att ett samband ibland betvivlas. En studie i Lund har visat att av dem som diagnosticeras med leiomyosarkom i livmodern har hälften tidigare kända myom, och 6 av 10 myom vid operationen för cancern.